# Gesellschaftlicher Ankläger
Der gesellschaftliche Ankläger war ein Verfahrensbeteiligter in Strafverfahren in der DDR, der in bestimmten Fällen neben den Staatsanwalt trat.
Der gesellschaftliche Ankläger hatte eine Charakterisierung des Angeklagten sowie eine Einschätzung der Tat aus Sicht des Kollektivs im Sinne der Anklage vorzutragen. Er hatte das Recht, Akteneinsicht zu nehmen, Zeugen und Sachverständige zu befragen und selbständig Anträge zu stellen. Er stammte meist aus dem Kollegenkreis des Angeklagten.
Rechtsgrundlage waren die §§ 54, 55 der Strafprozessordnung der DDR.